# Miconia lutescens
Miconia lutescens är en tvåhjärtbladig växtart som först beskrevs av Aimé Bonpland, och fick sitt nu gällande namn av Dc.. Miconia lutescens ingår i släktet Miconia och familjen Melastomataceae. Utöver nominatformen finns också underarten M. l. piurensis.